# Yanluowang

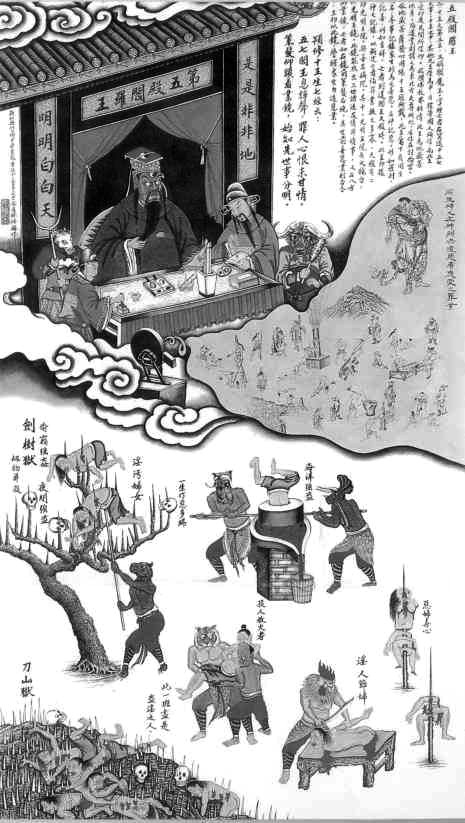
Tribunale di Yanluowang

Yanluowang (閻羅王T, Yánluó WángP, Yen-lo-wangW, lett. "il re Yanluo") è un dio cinese d'origine buddista, associato al bodhitsattva Dizangwang, guardiano e giudice dell'inferno.
Molto presente nell'immaginario collettivo grazie all'iconografia e ai racconti popolari, non possiede nessun tempio a lui dedicato, come tutte le divinità dall'aspetto troppo feroce. Esistono comunque rari santuari, come il tempio dei Dieci re degli inferi di Yaumatei 油麻地 a Hong Kong, dove viene adorato insieme ai suoi nove simili.

## Interpretazioni
La sua origine è probabilmente una derivazione della divinità induista Yama, citata per la prima volta nei Veda, Dio della morte che regna sia sul Paradiso che sull'Inferno, chiamato nakara e situato sottoterra a Sud del nostro mondo. Nel Buddismo Mahayana le sue funzioni sono limitate al giudizio delle anime e alla gestione degli inferi. Anche se sovrumano, non sfugge alla saṃsāra, a differenza di Dizangawang, versione cinesizzata del boddhitsattva Kṣitigarbha. Secondo una tradizione, lui stesso è tormentato ogni giorno dai propri sgherri e sfuggirà a questa sorte solo dopo aver cominciato lo studio del dharma. 
Nel Buddhismo Vajrayāna è una divinità di rango secondario, "guardiano dello spazio", collocato come Ksitigharba nella stirpe di Ratnasaṃbhāva, buddha del Sud, direzione nefasta. In tibetano è chiamato Gsin-rje. A volte è rappresentato mentre tiene tra le sue mascelle la ruota delle reincarnazioni. Il buddismo giapponese lo conosce sotto il nome di Enma o Enma-ō.

### Adozione dal taoismo della religione popolare
Attingendo da vari testi indiani e dalla cultura locale, la tradizione cinese propone numerose versioni riguardanti il numero degli inferi e delle divinità che li dirigono. Sembra che inizialmente ci fossero due versioni concorrenti: centotrentasei inferi (otto grandi divisi in sedici piccoli) o diciotto, ciascuno diretto da un re subalterno a Yanluowang.
A queste due se ne aggiunse una terza a partire dai Tang, una nuova versione influenzata dal taoismo, che adottò Yanluowang per designarlo quinto nell'insieme di dieci re (shindianyanwang), designati ciascuno alla testa di un inferno dall'Imperatore di Giada. Gli altri nove re sono: Qinguangwang 秦廣王, Chujiangwang 楚江王, Songdiwang 宋帝王, Wuguanwang 五官王, Kachengwang 卡誠王, Taishanwang 泰山王, Pingdengwang 平等王 Dushiwang 都市王 Zhuanlunwang 轉輪王, nomi tipicamente taoisti. Sono concorrenti di Bei Di, un altro dio taoista del regno dei morti. Yen-lo-wang resta comunque il più celebre e il più presente nell'iconografia.
Tuttavia in seguito scompare dalla lista, sostituito dal giudice Bao, (Baogong 包公 ou Bao Cheng包承) un personaggio storico dell'epoca dei Sung, magistrato integro in terra divinizzato.
A Yen-lo-wang vengono talvolta attribuiti tre assistenti: "vecchiaia", "malattia", "morte".
In certi casi viene associato, solo o con i suoi simili, a Chenghuangye, come uno dei giudici o collaboratori al suo servizio.

### Gli Inferi
Gli Inferi che Yanluowang presiede, sono talvolta chiamati Fengdu (酆都) e situati sotto il monte omonimo, chiamato anche Mingsham (冥山), "il monte degli Inferi", al nordest della contea di Fengdu, (酆都縣), nel Sichuan. Secondo il professor Jiang Yuxiang (江玉祥), del museo dell'università di Sichuan, Fengdu, in cui un culto è reso ad un immortale a partire dalla dinastia Han, è una delle settantadue terre d'immortalità del taoismo.
Fu identificato a partire dai Song del Sud al monte Luofeng (羅豐山), trasformato in sede degli inferi da Tao Hongjing, nel Zhengao (真誥). Adesso vi si trova un villaggio spettrale turistico sulla strada delle corriere sul Chang Jiang.
Il re degli Inferi dirige una piccola squadra di demòni spesso rappresentati con una faccia animalesca, incaricati di catturare le anime, che la loro cattiveria ha fatto ricadere nella sua sfera di controllo, e di tormentare i dannati.
Il buddismo ha giocato un grande ruolo nella diffusione dell'immagine dell'inferno e delle punizioni terribili promesse ai peccatori. Quest'inferno si sovrappone alla rappresentazione del mondo dei morti cinese, e la credenza nella reincarnazione spesso è la sola traccia d'ideologia buddista che rimane. Il mondo dei morti diviene un riflesso del mondo dei vivi, amministrato in modo simile. Per esempio i demoni sono dei guardiani che la famiglia del defunto può corrompere con delle offerte di carta moneta, da qui l'importanza delle cerimonie per i morti senza famiglia come quelle della Festa dei fantasmi. Nel tempio di Yaumatei si può vedere la rappresentazione di un uomo che porta una gogna e offre incenso alle divinità infernali. Si tratta di un morto senza sepoltura, arrestato come un volgare vagabondo dalla sorveglianza demoniaca e condotto dal giudice divino, che determinerà se sia innocente o colpevole.
Nella versione più buddista dell'inferno i demoni tormentatori sono emanazioni dell'anima impura dei dannati, e la salvezza sta nelle preghiere dei vivi come nella forza magica delle cerimonie.

### Religiosità individuale
Nell'universo assai sincretico e poco dogmatico della religione cinese, l'interpretazione di Yanluowang può variare da persona a persona. Se alcuni riconoscono in lui la divinità buddista, altri invece lo considerano come un dio taoista in concorrenza con il bodhisattva Dizangwang. Generalmente visto come una divinità tremenda e crudele, può tuttavia rappresentare l'immagine più rassicurante di un giudice integro e giusto o di un difensore del dharma.

## Enma nella cultura di massa
In Giappone la figura di Enma è stata ripresa od omaggiata in molti manga e anime:
- In Yo-kai Watch Enma è il re dello Yo-kai World,nel gioco è rappresentato con varie forme alternative che si possono ottenere in Yo-kai Watch 3 tramite base Blasters T
- In Yu degli spettri non appare molto, seppur è spesso citato. Tuttavia compare suo figlio Piccolo Enma (Koenma in originale) a cui ha lasciato i compiti di smistare le anime nel mondo spirituale e mantenere l'equilibrio fra il mondo umano e quello degli yōkai.
- Ne La stirpe delle tenebre il protagonista è un sottoposto di Enma, anche se il re non appare.
- Nell'ultimo episodio della seconda stagione dell'anime Mr. Osomatsu, è il Re Emna a giudicare i sei gemelli, decidendo di mandarli all'inferno.
- In One Piece Enma è il nome di una delle katane di Kozuki Oden.
- In Dragon Ball Z Re Enma (閻魔大王 Enma Daiō), noto anche come Re Yammer nel doppiaggio italiano dell'anime, è il Re dell'Inferno e Giudice delle anime dei morti, una delle massime autorità del Mondo dei Morti.